# José Cubas
José Cubas y Salas (Catamarca, Virreinato del Río de la Plata, 1798 - San Fernando del Valle de Catamarca, Argentina, 4 de noviembre de 1841) fue gobernador de Catamarca desde 1836 hasta 1841, cuando Catamarca fue invadida por las fuerzas rosistas de Mariano Maza después de que Juan Lavalle fuera derrotado. Era hijo de Nicolás Cubas y de Filipa Salas, y estaba casado con Genoveva Ortiz de la Torre. Es abuelo del gobernador de la provincia de Catamarca, Juan Manuel Salas.

## Gobernador de Catamarca
Cubas asumió como gobernador de la provincia el 20 de julio de 1836, siendo reelegido en la misma fecha en los años 1838 y 1840. Se había manifestado contrario a Rosas y formó con otras provincias la Coalición del Norte para hacerle frente. La provincia fue más tarde invadida por tropas rosistas al mando de Mariano Maza y el 20 de enero de 1841 Cubas delegó el mando en el unitario Marcelino Augier. Éste resistió a la invasión y se enfrentó con Maza en el Combate de Amadores, que terminó en una decisiva victoria rosista. Augier huyó a Tucumán a caballo y Maza nombró el 10 de abril gobernador provisorio al general Juan Eusebio Balboa.
Cubas dejó el cargo el 29 de octubre, se escondió en una cueva de la sierra de Ambato, pero fue capturado por las fuerzas de Maza y unos días más tarde, el 4 de noviembre de 1841, fue degollado. Su cabeza fue exhibida al público como escarmiento.